# María de Jesús de Ágreda
María Coronel y Arana, známější jako María de Jesús de Ágreda O.I.C., česky Marie od Ježíše z Ágredy nebo Maria de Agreda, Marie z Ágredy (Ágreda, 2. dubna 1602 – Ágreda, 24. května 1665), byla abatyše řádu bosých františkánek v klášteře Neposkvrněného Početí v Ágredě, provincii Soria. Je známa díky svým duchovním knihám, rozsáhlé korespondenci s králem Filipem IV. a zprávám o její bilokaci ve španělském klášteře a v koloniích v Novém Španělsku. Katolíky je považována za jednu z největších mystiček v historii katolické Církve.

## Životopis
Rodiči Maríe Coronel y Arana byli Francisco Coronel a Catalina de Arana (Kateřina z Aranu). Měli 11 dětí, ale pouze čtyři přežily: Francisco, José, María a Jerónima.
Rodina měla blízké vztahy s františkány svatého Juliana. Tak se také jmenoval starý františkánský klášter, který se nacházel na okraji města. Matka tam měla svého zpovědníka a denně chodila na mši do klášterního kostela.
María sdělila, že již v útlém věku získala vědomosti o Pánu Bohu, o světě, hříšném stavu člověka atd.

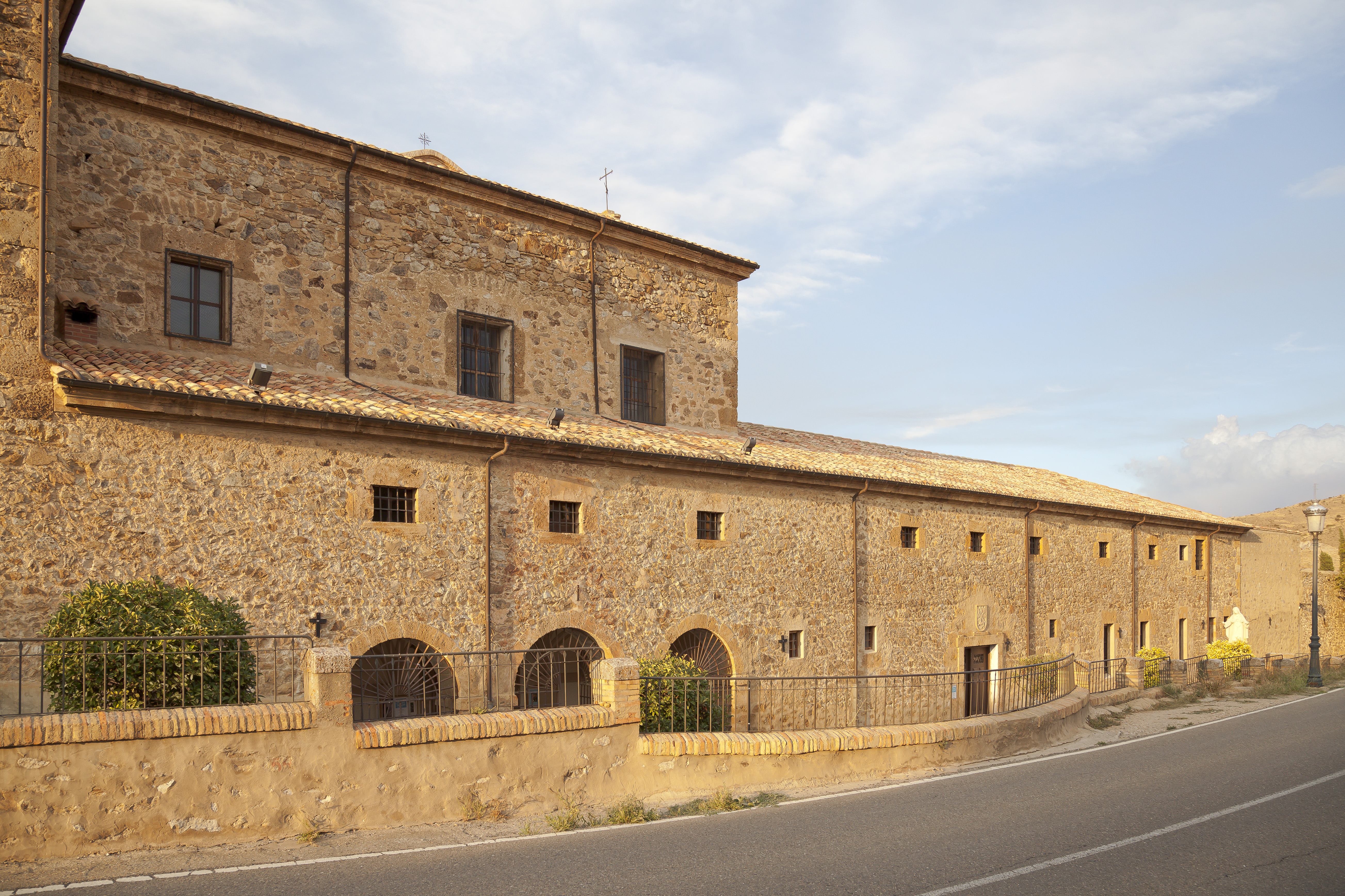
Klášter Neposkvrněného Početí v Ágredě, původně dům Coronela.

Od věku dvanácti let usilovala vstoupit do kláštera a stát se řeholnicí.
Matka Catalina měla zjevení, které potvrdil její zpovědník otec Juan de Torrecilla, podle kterého měli dům přebudovat na klášter a matka se svými dvěma dcerami se stát řeholnicemi, zatímco otec a oba synové stát řeholníky řádu sv. Františka. Oba synové již byli členy tohoto řádu. Otec rodiny s tím ale nesouhlasil a proti byl i jeho bratr Medel.
Po uplynutí tří roků otec změnil názor a v roce 1618 přestavěl dům na klášter. Francisco, kterého později následoval jeho bratr Medel, vstoupil jako laický bratr do františkánského kláštera v Naldě (provincie La Rioja).
Nový klášter měl obývat řád Neposkvrněného Početí. V této době ve Španělsku vzrostla velká zbožnost k Neposkvrněnému početí Panny Marie mezi františkánskými řády. Takové řády byly dvojí: obutí a bosí. Matka s dcerami se rozhodly pro řád bosých františkánek. Problém byl, že v provincii Burgos byly pouze obuté františkánky. Do nového kláštera tedy musely přijít tři sestry z řádu obutých františkánek a učit je způsobu řeholnického života. Po složení řeholních slibů v roce 1620 přijala jméno María de Jesús a zažívala dlouhé období nemoci a pokušení. Po smrti její matky ostatní řeholnice zvolily Marii za abatyši kláštera. Přestože podle řeholních pravidel má každé tři roky být zvolena další jiná abatyše, Maria zůstala abatyší kláštera až do své smrti.

## Misie v Novém Mexiku a bilokace
Maria z Ágredy sdělila, že mezi roky 1620 a 1623 byla často „přenesena mocí andělů“ do obydlí Indiánů nazývaných Jumanos na území dnešního Mexika. V roce 1622 přišel do Nového Mexika kněz Juan de Salas a založil klášter poblíž dnešního města Albuquerque. V roce 1629 za ním přišli tito Indiáni s žádostí, aby je učil víře. Tvrdili, že přišli na radu „paní v modrém“ – Marie z Ágredy.

## Proces kanonizace
V roce 1673 začal proces jejího blahořečení, který stále trvá. Papež Klement X. Marii z Ágredy prohlásil za ctihodnou. Při čtyřstém výročí jejího narození v roce 2002 se snažilo mnoho náboženských skupin ve Španělsku obnovit úsilí pro postup jejího blahořečení.

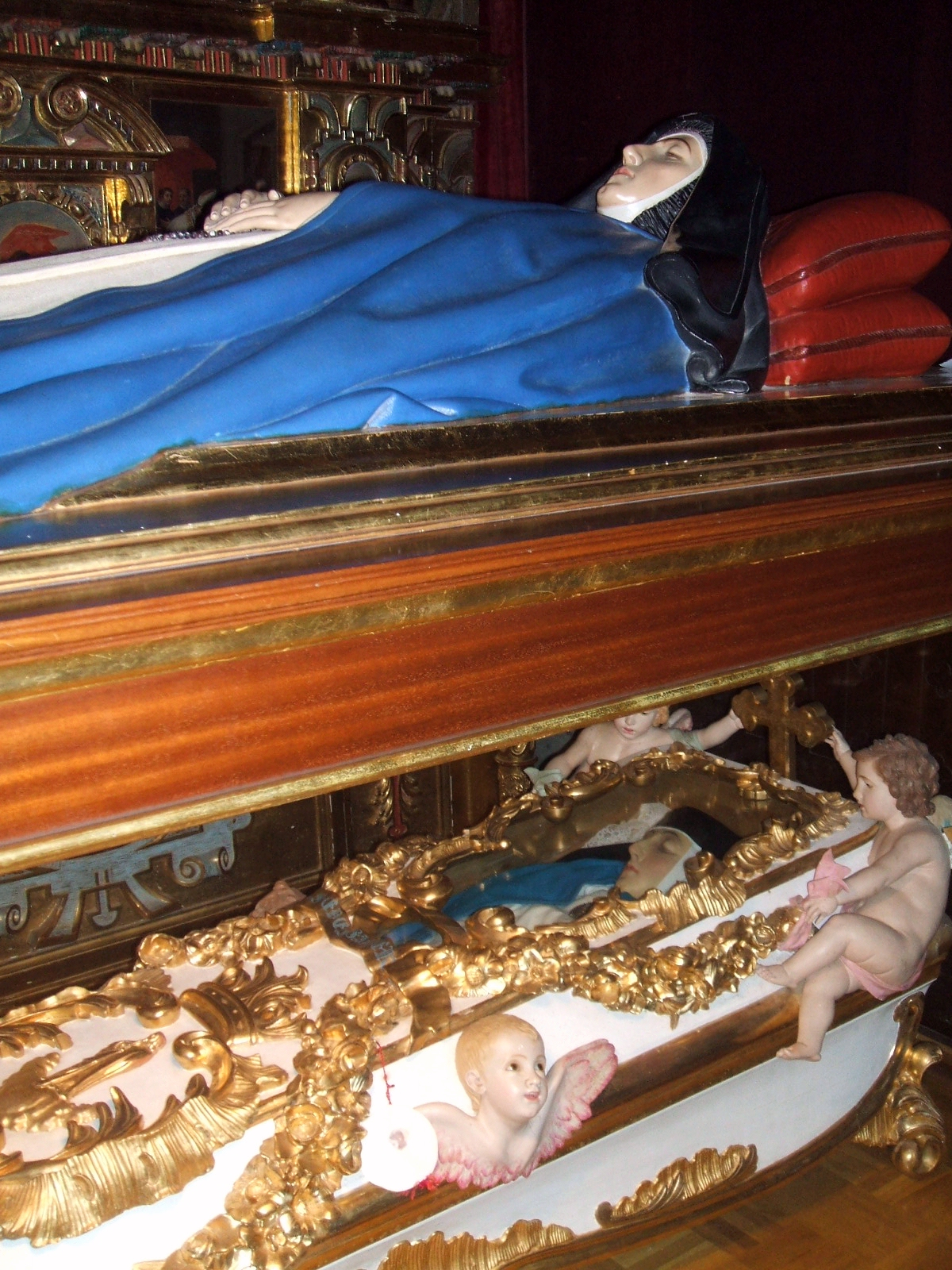
Socha (nahoře) a neporušené tělo (dole) sestry Marie de Jesús de Ágreda v klášteře v Ágredě.

### Tělo neporušené rozkladem
V ágredském klášteře jsou uchovány ostatky ctihodné Marie a je zde také muzeum (Museo Sor María Jesús de Ágreda). V roce 1909 byla otevřena rakev s tělem Marie, kdy bylo zjištěno, že tělo je zachované. Tělo bylo vědecky přezkoumáno. V roce 1989 se španělský doktor Andreas Medina zúčastnil dalšího přezkoumání a sdělil, že stav těla je stejný, jak je popsán ve zprávě z roku 1909.

## Dílo
Její spisy se řadí mezi asketické a mystické. Zde jsou některé z jejích nejdůležitějších děl:
- Escala ascética
- Ejercicios cotidianos y doctrina para hacer las obras con mayor perfección.
- Conceptos y suspiros del corazón para alcanzar el verdadero fin del agrado del Esposo y Señor
- Mística Ciudad de Dios (v češtině Mystické město Boží). Nejznámější dílo, poprvé publikováno v roce 1670, nese podtitul Životopis Panny a Matky Boží Marie, existuje 173 vydání v několika jazycích s imprimaturem katolických biskupů.
- Vida de la Virgen María (Život Panny Marie)

### Korespondence s králem Filipem IV.
Král Filip IV. několikrát navštívil Marii v klášteře a až do její smrti s ní udržoval písemný styk. Z let 1643–1665 pochází více než 600 dopisů, které představují výjimečný historiografický zdroj o španělské politice 17. století. Maria v nich dává rady králi v sociálních a politických záležitostech. Odepisuje a radí také dalším známým lidem své doby, jako je kardinál Francisco de Borja nebo budoucí papež Klement IX.